# María Florencia D'Elia
María Florencia D'Elia (1982.) je argentinska hokejašica na travi. Igra na mjestu vezne igračice.
Svojim igrama je izborila mjesto u argentinskoj izabranoj vrsti.

## Sudjelovanja na velikim natjecanjima
- 2006.: SP u Madridu, bronca
- 2006.: Južnoameričke igre u Buenos Airesu, zlato

## Vanjske poveznice
- (šp.) Pensamientos Despeinados El ABC del Mundial de Hockey femenino, 27. rujna 2006. (pristupljeno 3. studenog 2009.)